# IC 3950
IC 3950 је спирална галаксија у сазвјежђу Береникина коса која се налази на листи објеката дубоког неба у Индекс каталогу.
Деклинација објекта је + 18° 44' 10" а ректасцензија 12h 59m 6,0s. Привидна величина (магнитуда) објекта IC 3950 износи 16,1 а фотографска магнитуда 16,9. IC 3950 је још познат и под ознакама NPM1G +19.0336, PGC 3090103.